# 大溪溝發電廠專家招待所舊址
大溪溝發電廠專家招待所舊址是曾经为来大溪沟发电厂支援的苏联专家修建的招待所的旧址。位於重慶市渝中區大溪溝13號，文物遺址年代為1952年，2009年12月15日列為第二批重慶市文物保護單位。